# Ann Dvorak
Ann Dvorak (ur. 2 sierpnia 1912 w Nowym Jorku, zm. 10 grudnia 1979 w Honolulu) – amerykańska aktorka filmowa i telewizyjna.

## Filmografia
seriale
- 1951: Gruen Guild Playhouse
- 1952: Broadway Television Theatre
- 1975: Adams of Eagle Lake jako Belle Connors

film
- 1916: Ramona jako Ramona (w wieku 4 lat)
- 1929: Hollywood Revue
- 1930: Dzieci przyjemności jako Chórzystka
- 1932: Dziwna miłość Molly Louvain jako Madeleine Maude ‘Molly’ Louvain
- 1932: Człowiek z blizną jako Francesca „Cesca” Camonte
- 1935: Agenci policji śledczej jako Jean Morgan Collins
- 1946: Miasteczko Abilene jako Rita
- 1950: Our Very Own jako Pani Lynch
- 1951: The Secret of Convict Lake jako Rachel Shaeffer

## Życie osobiste
Jest córką aktorki Anny Lehr.

## Wyróżnienia
Posiada swoją gwiazdę na Hollywoodzkiej Alei Gwiazd.